# Molenvijverpark

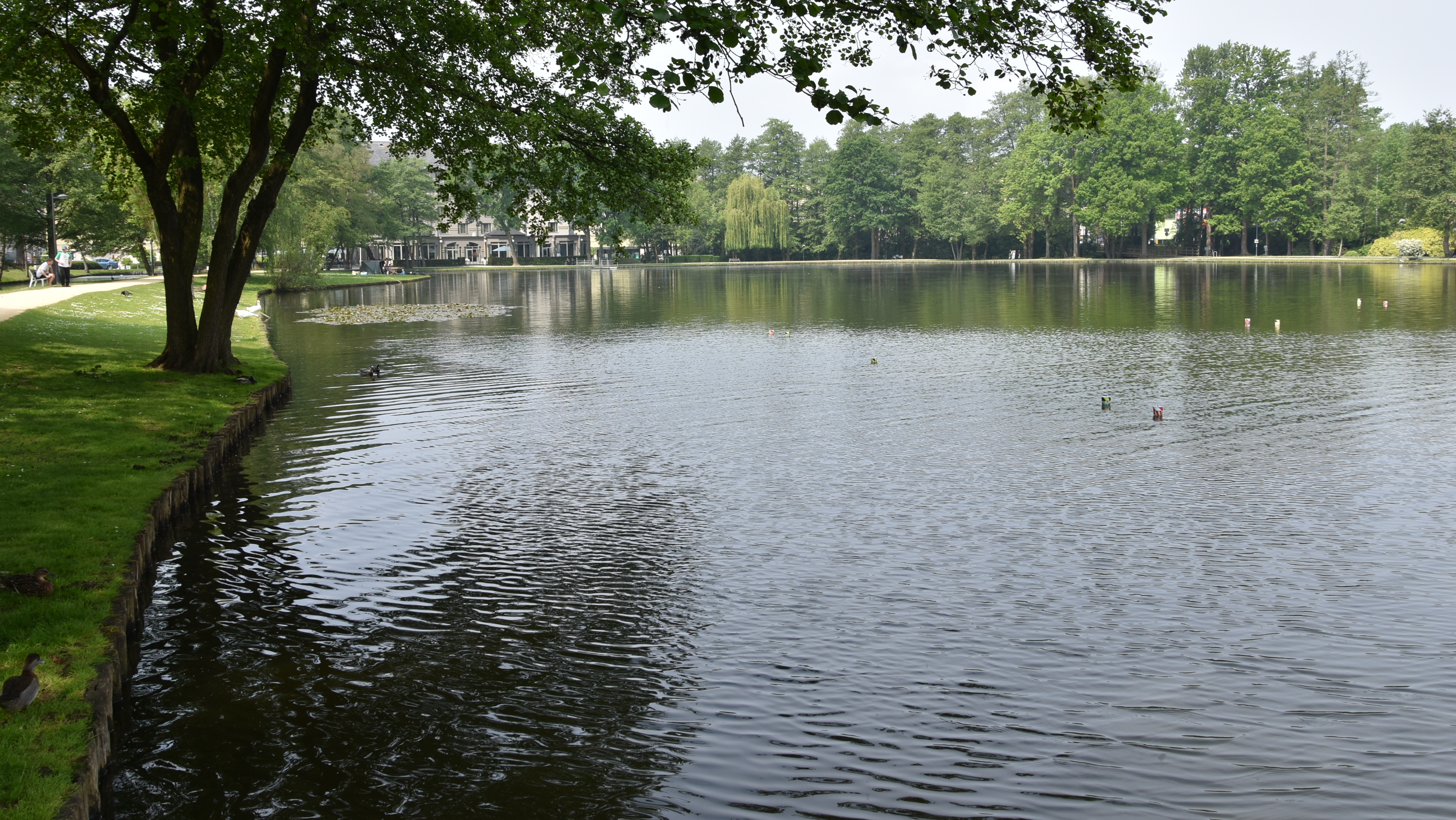
Het Molenvijverpark

Het Molenvijverpark is een park te Genk dat zich bevindt tussen Molenstraat en Europalaan. Het heeft een oppervlakte van 15 ha.
Het park bevindt zich ten westen van het gebied Dorpsbeekvallei, waar de Dorpsbeek in de Molenvijver uitkomt. Deze vijver diende als buffer voor de daar aanwezige watermolen. Deze Dorpsmolen is sinds 1773 in bezit van de gemeente en is tegenwoordig in gebruik als horecavoorziening. Het binnenwerk werd in 1930 verwijderd en het huidige rad is niet origineel.
Het moerassige gebied werd in 1967 omgezet in het huidige park, waarbij de moerassen werden gedempt en een tweede vijver werd gegraven. Er zijn onder meer een groot aantal uitheemse naaldbomen aangeplant.
In het park zijn twee gedenkstenen te vinden. De ene geeft de grens aan tussen de concessies van de voormalige mijnen van Waterschei en Winterslag. De andere werd geplaatst ter gelegenheid van de prijs die Genk in 1969 won als groene stad.
Van belang is verder het zonnewijzerpark. In 2000 werd hier een twaalftal bijzondere zonnewijzers geplaatst. Hoe het park er op het einde van de negentiende eeuw uitzag is te zien op het schilderij van Joseph Coosemans, Moeras te Genck.

## Vurige Vijvers
Sinds najaar 2017 vindt Vurige Vijvers plaats in het park. De eerste editie was gratis en trok 80.000 bezoekers. Er waren ook edities in 2018, 2021 en 2023. Bezoekers konden er een wandeling van een uur maken langs diverse vuur- en lichtinstallaties.